# Team RadioShack
Team RadioShack (UCI Team Code: RSH) — американская профессиональная шоссейная велокоманда UCI ProTour, анонсированная Лэнсом Армстронгом и Йоханом Брюнелем 23 июля 2009 года. Совладельцами команды являлись компания Capital Sports and Entertainment (Остин, Техас) — бывший совладелец велокоманды Discovery Channel, и сам Лэнс Армстронг. Титульным спонсор — одноимённый американский ретейлер электроники, спонсорские контракты заключены с производителями велосипедов Trek, велооборудования SRAM и спортивной одежды Nike. После двух лет выступлений под лицензией UCI ProTeams команда объединилась с Leopard Trek. Новый коллектив RadioShack-Nissan воспользовался лицензией люксембургской команды, а потому Team RadioShack формально была распущена.

## Победы
2010
- Тур Альгавре: этап 4 — Себастьен Росселе
- Тур Страны Басков: этап 6 и генеральная классификация — Кристиан Хорнер
- Тур де Франс: 
  - этап 10 — Сержио Паулиньо
  - командная классификация